# Liga Norte de México 2016
La Temporada 2016 de la Liga Norte de México fue la edición número 5. Para esta temporada se redujo de 8 a 7 el número de equipos debido a que el equipo de Diablos de Hermosillo decidió no participar para esta edición. Ingresa el equipo de Rojos de Caborca quien toma el lugar de los Langosteros de Rosarito que abandonaron la liga la temporada anterior por problemas económicos. El equipo de Toritos de Tijuana regresó a ser Toritos de Tecate quienes habían participado en el 2014. El resto de los equipos se mantiene igual.
La fecha de inicio de la campaña fue el viernes 1 de abril.
Los Freseros de San Quintín se coronaron campeones del circuito por primera vez al derrotar en la Serie Final a los Algodoneros de San Luis por 4 juegos a 3. El mánager campeón fue Benito Camacho.

## Equipos participantes
Temporada 2016
| Liga Norte de México 2016   |                     |                               |                             |           |
| Equipo                      | Mánager             | Sede                          | Estadio                     | Capacidad |
| Algodoneros de San Luis     | Von Hayes           | San Luis Río Colorado, Sonora | "Andrés Mena Montijo"       | 2,500     |
| Centinelas de Mexicali      | Ricardo Sáenz       | Mexicali, Baja California     | B'Air                       | 17,000    |
| Freseros de San Quintín     | Benito Camacho      | San Quintín, Baja California  | "Dr. Miguel Valdez Salazar" | 2,200     |
| Marineros de Ensenada       | Oscar Salazar       | Ensenada, Baja California     | Deportivo Antonio Palacios  | 5,000     |
| Rojos de Caborca            | Rubén Tinoco        | Caborca, Sonora               | Héroes de Caborca           | 5,000     |
| Tiburones de Puerto Peñasco | Alejandro Lizárraga | Puerto Peñasco, Sonora        | "Francisco León García"     | 3,500     |
| Toritos de Tecate           | Alonso Téllez       | Tecate, Baja California       | "Manuel Ceceña"             | 4,000     |

## Posiciones
- Actualizadas las posiciones al 14 de julio de 2016. [7]

### Primera Vuelta
| Liga Norte de México | Liga Norte de México | Liga Norte de México | Liga Norte de México | Liga Norte de México | Liga Norte de México |
| Equipo               | JG                   | JP                   | PCT                  | JV                   | PTS                  |
| -------------------- | -------------------- | -------------------- | -------------------- | -------------------- | -------------------- |
| Ensenada             | 24                   | 14                   | .632                 | -                    | 8                    |
| San Quintín          | 22                   | 16                   | .579                 | 2.0                  | 7                    |
| Tecate               | 21                   | 17                   | .553                 | 3.0                  | 6                    |
| Mexicali             | 20                   | 18                   | .526                 | 4.0                  | 5                    |
| Puerto Peñasco       | 16                   | 22                   | .421                 | 8.0                  | 4.5                  |
| San Luis             | 15                   | 23                   | .395                 | 9.0                  | 4                    |
| Caborca              | 15                   | 23                   | .395                 | 9.0                  | 3.5                  |

### Segunda Vuelta
| Liga Norte de México | Liga Norte de México | Liga Norte de México | Liga Norte de México | Liga Norte de México | Liga Norte de México |
| Equipo               | JG                   | JP                   | PCT                  | JV                   | PTS                  |
| -------------------- | -------------------- | -------------------- | -------------------- | -------------------- | -------------------- |
| San Luis             | 24                   | 12                   | .667                 | -                    | 8                    |
| Mexicali             | 22                   | 14                   | .611                 | 2.0                  | 7                    |
| San Quintín          | 20                   | 16                   | .556                 | 4.0                  | 6                    |
| Puerto Peñasco       | 18                   | 18                   | .500                 | 6.0                  | 5                    |
| Ensenada             | 18                   | 18                   | .500                 | 6.0                  | 4.5                  |
| Tecate               | 15                   | 21                   | .417                 | 9.0                  | 4                    |
| Caborca              | 9                    | 27                   | .250                 | 15.0                 | 3.5                  |

### Global
| Liga Norte de México | Liga Norte de México | Liga Norte de México | Liga Norte de México | Liga Norte de México | Liga Norte de México |
| Equipo               | JG                   | JP                   | PCT                  | JV                   | PTS                  |
| -------------------- | -------------------- | -------------------- | -------------------- | -------------------- | -------------------- |
| San Quintín          | 42                   | 32                   | .568                 | -                    | 13                   |
| Ensenada             | 42                   | 32                   | .568                 | -                    | 12.5                 |
| Mexicali             | 42                   | 32                   | .568                 | -                    | 12                   |
| San Luis             | 39                   | 35                   | .527                 | 3.0                  | 12                   |
| Tecate               | 36                   | 38                   | .486                 | 6.0                  | 10                   |
| Puerto Peñasco       | 34                   | 40                   | .459                 | 8.0                  | 9.5                  |
| Caborca              | 24                   | 50                   | .324                 | 18.0                 | 7                    |

| Clasificado a los playoffs |

## Juego de Estrellas
El Juego de Estrellas 2016 se realizó el sábado 28 de mayo en el Estadio Deportivo Antonio Palacios de Ensenada, Baja California, casa de los Marineros de Ensenada. En dicho encuentro la Zona Baja California se impuso a la Zona Sonora por 2-1. El cubano Yordani Linares de los Freseros de San Quintín fue elegido el Jugador Más Valioso del partido, mientras que el venezolano Jonel Pacheco de los Centinelas de Mexicali fue el ganador del Home Run Derby.

## Playoffs
|  | Primer Play Off  | Primer Play Off  | Primer Play Off  |             |        | Semifinales               | Semifinales               | Semifinales               |  |          | Final            | Final            | Final            |  |
|  | 16 - 23 de julio | 16 - 23 de julio | 16 - 23 de julio |             |        | 26 de julio - 2 de agosto | 26 de julio - 2 de agosto | 26 de julio - 2 de agosto |  |          | 6 - 14 de agosto | 6 - 14 de agosto | 6 - 14 de agosto |  |
|  |                  |                  |                  |             |        |                           |                           |                           |  |          |                  |                  |                  |  |
|  |                  |                  |                  |             |        |                           |                           |                           |  |          |                  |                  |                  |  |
|  | Tecate           | Tecate           | 4                |             |        |                           |                           |                           |  |          |                  |                  |                  |  |
|  | Tecate           | Tecate           | 4                |             |        |                           |                           |                           |  |          |                  |                  |                  |  |
|  | Ensenada         | Ensenada         | 2                |             |        |                           |                           |                           |  |          |                  |                  |                  |  |
|  | Ensenada         | Ensenada         | 2                |             | Tecate | Tecate                    | 2                         |                           |  |          |                  |                  |                  |  |
|  |                  |                  |                  |             | Tecate | Tecate                    | 2                         |                           |  |          |                  |                  |                  |  |
|  |                  |                  | San Luis         | San Luis    | 4      |                           |                           |                           |  |          |                  |                  |                  |  |
|  | San Luis         | San Luis         | San Luis         | San Luis    | 4      | 4                         |                           |                           |  |          |                  |                  |                  |  |
|  | San Luis         | San Luis         |                  |             |        |                           |                           |                           |  |          |                  |                  |                  |  |
|  | Mexicali         | Mexicali         | 2                |             |        |                           |                           |                           |  |          |                  |                  |                  |  |
|  | Mexicali         | Mexicali         | 2                |             |        |                           |                           |                           |  | San Luis | San Luis         | 3                |                  |  |
|  |                  |                  |                  |             |        |                           |                           |                           |  | San Luis | San Luis         | 3                |                  |  |
|  |                  |                  | San Quintín      | San Quintín | 4      |                           |                           |                           |  |          |                  |                  |                  |  |
|  |                  |                  | San Quintín      | San Quintín | 4      |                           |                           |                           |  |          |                  |                  |                  |  |
|  |                  |                  |                  |             |        |                           |                           |                           |  |          |                  |                  |                  |  |
|  |                  |                  |                  |             |        |                           |                           |                           |  |          |                  |                  |                  |  |
|  |                  | Mexicali         | Mexicali         | 2           |        |                           |                           |                           |  |          |                  |                  |                  |  |
|  |                  |                  |                  | 2           |        |                           |                           |                           |  |          |                  |                  |                  |  |
|  |                  |                  | San Quintín      | San Quintín | 4      |                           |                           |                           |  |          |                  |                  |                  |  |
|  | Puerto Peñasco   | Puerto Peñasco   | San Quintín      | San Quintín | 4      | 2                         |                           |                           |  |          |                  |                  |                  |  |
|  | Puerto Peñasco   | Puerto Peñasco   |                  |             |        |                           |                           |                           |  |          |                  |                  |                  |  |
|  | San Quintín      | San Quintín      | 4                |             |        |                           |                           |                           |  |          |                  |                  |                  |  |
|  | San Quintín      | San Quintín      | 4                |             |        |                           |                           |                           |  |          |                  |                  |                  |  |
|  |                  |                  |                  |             |        |                           |                           |                           |  |          |                  |                  |                  |  |

### Primer Play Off
| Equipo                                                                 | 1 | 2 | 3 | 4 | 5 | 6 | 7 | 8 | 9 | C | H  | E |
| ---------------------------------------------------------------------- | - | - | - | - | - | - | - | - | - | - | -- | - |
| Puerto Peñasco                                                         | 0 | 0 | 0 | 0 | 2 | 2 | 0 | 0 | 0 | 4 | 4  | 0 |
| San Quintín                                                            | 1 | 0 | 0 | 0 | 0 | 0 | 1 | 0 | 0 | 2 | 11 | 2 |
| G: Miguel Ruiz (1-0); P: Yeiper Castillo (0-1); SV: Irvin del Río (1). |   |   |   |   |   |   |   |   |   |   |    |   |
| HR: PCO - J. Torres (1).                                               |   |   |   |   |   |   |   |   |   |   |    |   |

| Equipo                                                    | 1 | 2 | 3 | 4 | 5 | 6 | 7 | 8 | 9 | 10 | 11 | C | H  | E |
| --------------------------------------------------------- | - | - | - | - | - | - | - | - | - | -- | -- | - | -- | - |
| Puerto Peñasco                                            | 0 | 1 | 0 | 0 | 0 | 0 | 1 | 1 | 0 | 0  | 0  | 3 | 10 | 1 |
| San Quintín                                               | 2 | 1 | 0 | 0 | 0 | 0 | 0 | 0 | 0 | 0  | 1  | 4 | 8  | 0 |
| G: Jon Sintes (1-0); P: Irvin del Río (0-1); SV: No hubo. |   |   |   |   |   |   |   |   |   |    |    |   |    |   |
| HR: SQN - D. Mercado (1).                                 |   |   |   |   |   |   |   |   |   |    |    |   |    |   |

| Equipo                                                     | 1 | 2 | 3 | 4 | 5 | 6 | 7 | 8 | 9 | C | H | E |
| ---------------------------------------------------------- | - | - | - | - | - | - | - | - | - | - | - | - |
| San Quintín                                                | 0 | 0 | 0 | 0 | 0 | 0 | 2 | 0 | 4 | 6 | 2 | 4 |
| Puerto Peñasco                                             | 0 | 2 | 0 | 0 | 0 | 0 | 0 | 0 | 0 | 2 | 7 | 0 |
| G: Marlon Arias (1-0); P: Mario Zapari (0-1); SV: No hubo. |   |   |   |   |   |   |   |   |   |   |   |   |
| HR: SQN - R. Díaz (1).                                     |   |   |   |   |   |   |   |   |   |   |   |   |

| Equipo                                                        | 1 | 2 | 3 | 4 | 5 | 6 | 7 | 8 | 9 | C | H  | E |
| ------------------------------------------------------------- | - | - | - | - | - | - | - | - | - | - | -- | - |
| San Quintín                                                   | 0 | 2 | 0 | 0 | 0 | 0 | 0 | 0 | 0 | 2 | 8  | 0 |
| Puerto Peñasco                                                | 0 | 2 | 0 | 0 | 1 | 1 | 1 | 1 | X | 6 | 14 | 3 |
| G: Carlos Rojas (1-0); P: Baudel Zambrano (0-1); SV: No hubo. |   |   |   |   |   |   |   |   |   |   |    |   |
| HR: PCO - H. Arredondo (1).                                   |   |   |   |   |   |   |   |   |   |   |    |   |

| Equipo                                                              | 1 | 2 | 3 | 4 | 5 | 6 | 7 | 8 | 9 | C | H | E |
| ------------------------------------------------------------------- | - | - | - | - | - | - | - | - | - | - | - | - |
| San Quintín                                                         | 0 | 0 | 1 | 0 | 0 | 2 | 0 | 0 | 1 | 4 | 6 | 0 |
| Puerto Peñasco                                                      | 1 | 0 | 1 | 0 | 0 | 0 | 0 | 0 | 0 | 2 | 7 | 2 |
| G: Yeiper Castillo (1-1); P: Miguel Ruiz (1-1); SV: Jon Sintes (1). |   |   |   |   |   |   |   |   |   |   |   |   |
| HR: No hubo.                                                        |   |   |   |   |   |   |   |   |   |   |   |   |

| Equipo                                                            | 1 | 2 | 3 | 4 | 5 | 6 | 7 | 8 | 9 | C | H  | E |
| ----------------------------------------------------------------- | - | - | - | - | - | - | - | - | - | - | -- | - |
| Puerto Peñasco                                                    | 1 | 1 | 2 | 0 | 0 | 0 | 0 | 0 | 0 | 4 | 6  | 0 |
| San Quintín                                                       | 0 | 1 | 2 | 2 | 0 | 0 | 0 | 0 | X | 5 | 11 | 1 |
| G: Marlon Arias (2-0); P: Daniel Pérez (0-1); SV: Jon Sintes (2). |   |   |   |   |   |   |   |   |   |   |    |   |
| HR: PCO - J. A. Yan (1).                                          |   |   |   |   |   |   |   |   |   |   |    |   |

| Equipo                                                       | 1 | 2 | 3 | 4 | 5 | 6 | 7 | 8 | 9 | C | H | E |
| ------------------------------------------------------------ | - | - | - | - | - | - | - | - | - | - | - | - |
| Tecate                                                       | 0 | 5 | 2 | 0 | 0 | 0 | 0 | 0 | 0 | 7 | 8 | 0 |
| Ensenada                                                     | 0 | 0 | 0 | 0 | 0 | 0 | 0 | 0 | 0 | 0 | 7 | 1 |
| G: Misael Verduzco (1-0); P: Alexis Lara (0-1); SV: No hubo. |   |   |   |   |   |   |   |   |   |   |   |   |
| HR: No hubo.                                                 |   |   |   |   |   |   |   |   |   |   |   |   |

| Equipo                                                                         | 1 | 2 | 3 | 4 | 5 | 6 | 7 | 8 | 9 | C | H  | E |
| ------------------------------------------------------------------------------ | - | - | - | - | - | - | - | - | - | - | -- | - |
| Tecate                                                                         | 0 | 0 | 0 | 2 | 0 | 1 | 0 | 0 | 0 | 3 | 10 | 0 |
| Ensenada                                                                       | 0 | 0 | 0 | 0 | 1 | 1 | 0 | 0 | 0 | 2 | 6  | 3 |
| G: Derrick Miramontes (1-0); P: Eduardo Pérez (0-1); SV: Dagoberto Vargas (1). |   |   |   |   |   |   |   |   |   |   |    |   |
| HR: TEC - D. Urías (1).                                                        |   |   |   |   |   |   |   |   |   |   |    |   |

| Equipo                                                                     | 1 | 2 | 3 | 4 | 5 | 6 | 7 | 8 | 9 | C | H | E |
| -------------------------------------------------------------------------- | - | - | - | - | - | - | - | - | - | - | - | - |
| Ensenada                                                                   | 1 | 0 | 0 | 0 | 1 | 0 | 0 | 2 | 0 | 4 | 8 | 0 |
| Tecate                                                                     | 1 | 0 | 0 | 0 | 0 | 1 | 0 | 0 | 0 | 2 | 9 | 0 |
| G: Antonio de León (1-0); P: Michell Rodríguez (0-1); SV: Rafael Cova (1). |   |   |   |   |   |   |   |   |   |   |   |   |
| HR: TEC - R. Arozarena (1).                                                |   |   |   |   |   |   |   |   |   |   |   |   |

| Equipo                                                                  | 1 | 2 | 3 | 4 | 5 | 6 | 7 | 8 | 9 | 10 | 11 | C | H  | E |
| ----------------------------------------------------------------------- | - | - | - | - | - | - | - | - | - | -- | -- | - | -- | - |
| Ensenada                                                                | 0 | 0 | 1 | 0 | 0 | 0 | 0 | 1 | 0 | 0  | 0  | 2 | 9  | 1 |
| Tecate                                                                  | 0 | 0 | 0 | 1 | 1 | 0 | 0 | 0 | 0 | 0  | 1  | 3 | 10 | 1 |
| G: Jesús Alejandro Huerta (1-0); P: Antonio de León (1-1); SV: No hubo. |   |   |   |   |   |   |   |   |   |    |    |   |    |   |
| HR: No hubo.                                                            |   |   |   |   |   |   |   |   |   |    |    |   |    |   |

| Equipo                                                               | 1 | 2 | 3 | 4 | 5 | 6 | 7 | 8 | 9 | C | H  | E |
| -------------------------------------------------------------------- | - | - | - | - | - | - | - | - | - | - | -- | - |
| Ensenada                                                             | 0 | 0 | 1 | 3 | 0 | 0 | 0 | 2 | 2 | 8 | 10 | 4 |
| Tecate                                                               | 0 | 0 | 1 | 2 | 0 | 0 | 0 | 2 | 0 | 5 | 8  | 3 |
| G: Alexis Lara (1-1); P: Misael Verduzco (1-1); SV: Rafael Cova (2). |   |   |   |   |   |   |   |   |   |   |    |   |
| HR: ENS - O. Piña (1).                                               |   |   |   |   |   |   |   |   |   |   |    |   |

| Equipo                                                            | 1 | 2 | 3 | 4 | 5 | 6 | 7 | 8 | 9 | C  | H  | E |
| ----------------------------------------------------------------- | - | - | - | - | - | - | - | - | - | -- | -- | - |
| Tecate                                                            | 0 | 2 | 0 | 5 | 3 | 0 | 0 | 0 | 1 | 11 | 20 | 2 |
| Ensenada                                                          | 0 | 0 | 0 | 1 | 0 | 0 | 0 | 2 | 0 | 3  | 9  | 2 |
| G: Derrick Miramontes (2-0); P: Eduardo Pérez (0-2); SV: No hubo. |   |   |   |   |   |   |   |   |   |    |    |   |
| HR: TEC - P. J. Arenas (1).                                       |   |   |   |   |   |   |   |   |   |    |    |   |

#### San Luisvs.Mexicali

##### Juego 1
16 de julio de 2016; Estadio B'Air, Mexicali, Baja California.
| Equipo                                                     | 1 | 2 | 3 | 4 | 5 | 6 | 7 | 8 | 9 | C  | H  | E |
| ---------------------------------------------------------- | - | - | - | - | - | - | - | - | - | -- | -- | - |
| San Luis                                                   | 0 | 2 | 0 | 1 | 0 | 1 | 0 | 0 | 0 | 4  | 10 | 3 |
| Mexicali                                                   | 2 | 0 | 0 | 0 | 1 | 2 | 0 | 5 | X | 10 | 12 | 0 |
| G: Uriel Pérez (1-0); P: Esaú Madrigal (0-1); SV: No hubo. |   |   |   |   |   |   |   |   |   |    |    |   |
| HR: SLR - Y. Drake (1); MXL - Á. Chavarín (1).             |   |   |   |   |   |   |   |   |   |    |    |   |

- Mexicali lidera la serie 1-0.

##### Juego 2
17 de julio de 2016; Estadio B'Air, Mexicali, Baja California.
| Equipo                                                                    | 1 | 2 | 3 | 4 | 5 | 6 | 7 | 8 | 9 | C | H  | E |
| ------------------------------------------------------------------------- | - | - | - | - | - | - | - | - | - | - | -- | - |
| San Luis                                                                  | 1 | 0 | 0 | 0 | 0 | 1 | 4 | 0 | 0 | 6 | 10 | 1 |
| Mexicali                                                                  | 0 | 0 | 0 | 2 | 0 | 1 | 1 | 0 | 0 | 4 | 6  | 2 |
| G: Yunior Novoa (1-0); P: Manuel Valdez (0-1); SV: Guadalupe Barrera (1). |   |   |   |   |   |   |   |   |   |   |    |   |
| HR: SLR - J. Dunigan (1), Y. Drake (2).                                   |   |   |   |   |   |   |   |   |   |   |    |   |

- Serie empatada a 1.

##### Juego 3
19 de julio de 2016; Estadio "Andrés Mena Montijo", San Luis Río Colorado, Sonora.
| Equipo                                                      | 1 | 2 | 3 | 4 | 5 | 6 | 7 | 8 | 9 | C | H | E |
| ----------------------------------------------------------- | - | - | - | - | - | - | - | - | - | - | - | - |
| Mexicali                                                    | 0 | 0 | 0 | 1 | 0 | 0 | 0 | 0 | 3 | 4 | 8 | 3 |
| San Luis                                                    | 1 | 0 | 1 | 3 | 0 | 0 | 0 | 0 | X | 5 | 9 | 1 |
| G: Luis Rodríguez (1-0); P: Alexis Ruiz (0-1); SV: No hubo. |   |   |   |   |   |   |   |   |   |   |   |   |
| HR: MXL - E. Trejo (1), I. Beristáin (1).                   |   |   |   |   |   |   |   |   |   |   |   |   |

- San Luis lidera la serie 2-1.

##### Juego 4
20 de julio de 2016; Estadio "Andrés Mena Montijo", San Luis Río Colorado, Sonora.
| Equipo                                                                  | 1 | 2 | 3 | 4 | 5 | 6 | 7 | 8 | 9 | C | H  | E |
| ----------------------------------------------------------------------- | - | - | - | - | - | - | - | - | - | - | -- | - |
| Mexicali                                                                | 0 | 1 | 0 | 0 | 2 | 2 | 0 | 1 | 0 | 6 | 13 | 0 |
| San Luis                                                                | 0 | 0 | 0 | 0 | 3 | 0 | 0 | 0 | 0 | 3 | 9  | 1 |
| G: David Domínguez (1-0); P: Omar Lozano (0-1); SV: Gabriel Alfaro (1). |   |   |   |   |   |   |   |   |   |   |    |   |
| HR: No hubo.                                                            |   |   |   |   |   |   |   |   |   |   |    |   |

- Serie empatada a 2.

##### Juego 5
21 de julio de 2016; Estadio "Andrés Mena Montijo", San Luis Río Colorado, Sonora.
| Equipo                                                                       | 1 | 2 | 3 | 4 | 5 | 6 | 7 | 8 | 9 | C  | H  | E |
| ---------------------------------------------------------------------------- | - | - | - | - | - | - | - | - | - | -- | -- | - |
| Mexicali                                                                     | 2 | 0 | 0 | 0 | 0 | 0 | 3 | 4 | 0 | 9  | 12 | 0 |
| San Luis                                                                     | 0 | 0 | 0 | 2 | 4 | 2 | 2 | 0 | X | 10 | 15 | 1 |
| G: Jon Leicester (1-0); P: Nicolás Heredia (0-1); SV: Guadalupe Barrera (2). |   |   |   |   |   |   |   |   |   |    |    |   |
| HR: MXL - E. Trejo (2); SLR - Y. Drake (3).                                  |   |   |   |   |   |   |   |   |   |    |    |   |

- San Luis lidera la serie 3-2.

##### Juego 6
23 de julio de 2016; Estadio B'Air, Mexicali, Baja California.
| Equipo                                                      | 1 | 2 | 3 | 4 | 5 | 6 | 7 | 8 | 9 | C | H | E |
| ----------------------------------------------------------- | - | - | - | - | - | - | - | - | - | - | - | - |
| San Luis                                                    | 1 | 0 | 0 | 0 | 0 | 0 | 3 | 0 | 0 | 4 | 3 | 0 |
| Mexicali                                                    | 0 | 0 | 0 | 0 | 0 | 0 | 0 | 0 | 0 | 0 | 5 | 1 |
| G: Yunior Novoa (2-0); P: Gonzalo Ochoa (0-1); SV: No hubo. |   |   |   |   |   |   |   |   |   |   |   |   |
| HR: No hubo.                                                |   |   |   |   |   |   |   |   |   |   |   |   |

- San Luis gana la serie 4-2.[12]

### Semifinales
| Equipo                                                                | 1 | 2 | 3 | 4 | 5 | 6 | 7 | 8 | 9 | C | H  | E |
| --------------------------------------------------------------------- | - | - | - | - | - | - | - | - | - | - | -- | - |
| Mexicali                                                              | 2 | 1 | 0 | 2 | 0 | 0 | 0 | 0 | 0 | 5 | 10 | 1 |
| San Quintín                                                           | 0 | 2 | 0 | 0 | 0 | 0 | 0 | 0 | 1 | 3 | 9  | 0 |
| G: Alexis Ruiz (1-1); P: Yasel Serrano (0-1); SV: Gabriel Alfaro (2). |   |   |   |   |   |   |   |   |   |   |    |   |
| HR: No hubo.                                                          |   |   |   |   |   |   |   |   |   |   |    |   |

| Equipo                                                                  | 1 | 2 | 3 | 4 | 5 | 6 | 7 | 8 | 9 | C | H  | E |
| ----------------------------------------------------------------------- | - | - | - | - | - | - | - | - | - | - | -- | - |
| Mexicali                                                                | 2 | 1 | 0 | 0 | 0 | 2 | 1 | 0 | 1 | 7 | 12 | 1 |
| San Quintín                                                             | 0 | 0 | 0 | 0 | 1 | 3 | 4 | 0 | X | 8 | 12 | 3 |
| G: Andrés García (1-0); P: Francisco Cruceta (0-1); SV: Jon Sintes (3). |   |   |   |   |   |   |   |   |   |   |    |   |
| HR: No hubo.                                                            |   |   |   |   |   |   |   |   |   |   |    |   |

| Equipo                                                                  | 1 | 2 | 3 | 4 | 5 | 6 | 7 | 8 | 9 | C | H | E |
| ----------------------------------------------------------------------- | - | - | - | - | - | - | - | - | - | - | - | - |
| San Quintín                                                             | 0 | 0 | 0 | 4 | 0 | 0 | 0 | 1 | 0 | 5 | 9 | 1 |
| Mexicali                                                                | 0 | 0 | 1 | 0 | 0 | 0 | 0 | 0 | 0 | 1 | 7 | 0 |
| G: Yeiper Castillo (2-1); P: Nicolás Heredia (0-2); SV: Jon Sintes (4). |   |   |   |   |   |   |   |   |   |   |   |   |
| HR: SQN - G. A. Flores (1).                                             |   |   |   |   |   |   |   |   |   |   |   |   |

| Equipo                                                      | 1 | 2 | 3 | 4 | 5 | 6 | 7 | 8 | 9 | C | H | E |
| ----------------------------------------------------------- | - | - | - | - | - | - | - | - | - | - | - | - |
| San Quintín                                                 | 0 | 1 | 0 | 0 | 0 | 0 | 0 | 0 | 0 | 1 | 5 | 0 |
| Mexicali                                                    | 0 | 0 | 0 | 1 | 2 | 0 | 0 | 2 | X | 5 | 8 | 1 |
| G: Gonzalo Ochoa (1-1); P: Marlon Arias (2-1); SV: No hubo. |   |   |   |   |   |   |   |   |   |   |   |   |
| HR: MXL - M. Enríquez (1).                                  |   |   |   |   |   |   |   |   |   |   |   |   |

| Equipo                                                              | 1 | 2 | 3 | 4 | 5 | 6 | 7 | 8 | 9 | C | H  | E |
| ------------------------------------------------------------------- | - | - | - | - | - | - | - | - | - | - | -- | - |
| San Quintín                                                         | 0 | 1 | 0 | 1 | 1 | 0 | 1 | 0 | 1 | 5 | 11 | 0 |
| Mexicali                                                            | 0 | 1 | 0 | 1 | 0 | 1 | 0 | 0 | 1 | 4 | 11 | 0 |
| G: Alexis Portillo (1-0); P: Alexis Ruiz (1-2); SV: Jon Sintes (5). |   |   |   |   |   |   |   |   |   |   |    |   |
| HR: No hubo.                                                        |   |   |   |   |   |   |   |   |   |   |    |   |

| Equipo                                                             | 1 | 2 | 3 | 4 | 5 | 6 | 7 | 8 | 9 | C | H | E |
| ------------------------------------------------------------------ | - | - | - | - | - | - | - | - | - | - | - | - |
| Mexicali                                                           | 0 | 0 | 0 | 0 | 0 | 0 | 0 | 0 | 1 | 1 | 5 | 3 |
| San Quintín                                                        | 0 | 0 | 0 | 0 | 0 | 3 | 1 | 0 | X | 4 | 6 | 0 |
| G: Baudel Zambrano (1-1); P: Yasmani Hernández (0-1); SV: No hubo. |   |   |   |   |   |   |   |   |   |   |   |   |
| HR: No hubo.                                                       |   |   |   |   |   |   |   |   |   |   |   |   |

| Equipo                                                          | 1 | 2 | 3 | 4 | 5 | 6 | 7 | 8 | 9 | C  | H  | E |
| --------------------------------------------------------------- | - | - | - | - | - | - | - | - | - | -- | -- | - |
| Tecate                                                          | 0 | 0 | 0 | 0 | 1 | 0 | 0 | 0 | 0 | 1  | 8  | 1 |
| San Luis                                                        | 4 | 5 | 2 | 0 | 2 | 0 | 0 | 0 | X | 13 | 15 | 1 |
| G: Luis Rodríguez (2-0); P: Misael Verduzco (1-2); SV: No hubo. |   |   |   |   |   |   |   |   |   |    |    |   |
| HR: No hubo.                                                    |   |   |   |   |   |   |   |   |   |    |    |   |

| Equipo                                                                           | 1 | 2 | 3 | 4 | 5 | 6 | 7 | 8 | 9 | C | H | E |
| -------------------------------------------------------------------------------- | - | - | - | - | - | - | - | - | - | - | - | - |
| Tecate                                                                           | 0 | 0 | 0 | 0 | 0 | 1 | 0 | 0 | 0 | 1 | 6 | 1 |
| San Luis                                                                         | 0 | 0 | 2 | 0 | 0 | 0 | 1 | 1 | X | 4 | 8 | 0 |
| G: Jon Leicester (2-0); P: Daniel de la Fuente (0-1); SV: Guadalupe Barrera (3). |   |   |   |   |   |   |   |   |   |   |   |   |
| HR: No hubo.                                                                     |   |   |   |   |   |   |   |   |   |   |   |   |

| Equipo                                                                     | 1 | 2 | 3 | 4 | 5 | 6 | 7 | 8 | 9 | C | H  | E |
| -------------------------------------------------------------------------- | - | - | - | - | - | - | - | - | - | - | -- | - |
| San Luis                                                                   | 0 | 1 | 0 | 1 | 0 | 0 | 0 | 3 | 0 | 5 | 12 | 1 |
| Tecate                                                                     | 0 | 1 | 0 | 0 | 0 | 1 | 0 | 0 | 0 | 2 | 5  | 1 |
| G: Yunior Novoa (3-0); P: Ricardo Jaquez (0-1); SV: Guadalupe Barrera (4). |   |   |   |   |   |   |   |   |   |   |    |   |
| HR: SLR - J. Dunigan (2); TEC - J. H. Chin (1), R. Ybarra (1).             |   |   |   |   |   |   |   |   |   |   |    |   |

| Equipo                                                              | 1 | 2 | 3 | 4 | 5 | 6 | 7 | 8 | 9 | C | H  | E |
| ------------------------------------------------------------------- | - | - | - | - | - | - | - | - | - | - | -- | - |
| San Luis                                                            | 0 | 0 | 0 | 1 | 1 | 0 | 2 | 0 | 0 | 4 | 9  | 2 |
| Tecate                                                              | 0 | 0 | 0 | 0 | 2 | 0 | 0 | 0 | 3 | 5 | 10 | 1 |
| G: Dagoberto Vargas (1-0); P: Guadalupe Barrera (0-1); SV: No hubo. |   |   |   |   |   |   |   |   |   |   |    |   |
| HR: TEC - R. Ybarra (2).                                            |   |   |   |   |   |   |   |   |   |   |    |   |

| Equipo                                                          | 1 | 2 | 3 | 4 | 5 | 6 | 7 | 8 | 9 | C | H | E |
| --------------------------------------------------------------- | - | - | - | - | - | - | - | - | - | - | - | - |
| San Luis                                                        | 1 | 0 | 0 | 0 | 0 | 1 | 0 | 0 | 0 | 2 | 5 | 1 |
| Tecate                                                          | 1 | 0 | 1 | 0 | 3 | 0 | 1 | 0 | X | 6 | 8 | 2 |
| G: Misael Verduzco (2-2); P: Luis Rodríguez (2-1); SV: No hubo. |   |   |   |   |   |   |   |   |   |   |   |   |
| HR: No hubo.                                                    |   |   |   |   |   |   |   |   |   |   |   |   |

| Equipo                                                         | 1 | 2 | 3 | 4 | 5 | 6 | 7 | 8 | 9 | C | H | E |
| -------------------------------------------------------------- | - | - | - | - | - | - | - | - | - | - | - | - |
| Tecate                                                         | 0 | 0 | 0 | 0 | 1 | 0 | 0 | 0 | 0 | 1 | 6 | 1 |
| San Luis                                                       | 0 | 0 | 1 | 0 | 0 | 0 | 0 | 0 | 1 | 2 | 4 | 0 |
| G: José Calero (1-0); P: Michell Rodríguez (0-2); SV: No hubo. |   |   |   |   |   |   |   |   |   |   |   |   |
| HR: No hubo.                                                   |   |   |   |   |   |   |   |   |   |   |   |   |

### Final

#### San Luisvs.San Quintín

##### Juego 1
6 de agosto de 2016; Estadio "Dr. Miguel Valdez Salazar", San Quintín, Baja California.
| Equipo                                                        | 1 | 2 | 3 | 4 | 5 | 6 | 7 | 8 | 9 | C | H  | E |
| ------------------------------------------------------------- | - | - | - | - | - | - | - | - | - | - | -- | - |
| San Luis                                                      | 0 | 0 | 0 | 0 | 1 | 0 | 0 | 0 | 0 | 1 | 4  | 1 |
| San Quintín                                                   | 1 | 1 | 1 | 0 | 0 | 3 | 0 | 0 | X | 6 | 10 | 1 |
| G: Yeiper Castillo (3-1); P: Yunior Novoa (3-1); SV: No hubo. |   |   |   |   |   |   |   |   |   |   |    |   |
| HR: SQN - Á. Erro (1), Y. Linares (1).                        |   |   |   |   |   |   |   |   |   |   |    |   |

- San Quintín lidera la serie 1-0.

##### Juego 2
7 de agosto de 2016; Estadio "Dr. Miguel Valdez Salazar", San Quintín, Baja California.
| Equipo                                                        | 1 | 2 | 3 | 4 | 5 | 6 | 7 | 8 | 9 | C | H | E |
| ------------------------------------------------------------- | - | - | - | - | - | - | - | - | - | - | - | - |
| San Luis                                                      | 0 | 0 | 0 | 0 | 0 | 1 | 0 | 0 | 0 | 1 | 4 | 0 |
| San Quintín                                                   | 0 | 0 | 1 | 0 | 0 | 0 | 0 | 0 | 1 | 2 | 9 | 0 |
| G: Jon Sintes (2-0); P: Guadalupe Barrera (0-2); SV: No hubo. |   |   |   |   |   |   |   |   |   |   |   |   |
| HR: SQN - A. Sillas (1).                                      |   |   |   |   |   |   |   |   |   |   |   |   |

- San Quintín lidera la serie 2-0.

##### Juego 3
9 de agosto de 2016; Estadio "Andrés Mena Montijo", San Luis Río Colorado, Sonora.
| Equipo                                                  | 1 | 2 | 3 | 4 | 5 | 6 | 7 | 8 | 9 | 10 | 11 | 12 | 13 | C | H | E |
| ------------------------------------------------------- | - | - | - | - | - | - | - | - | - | -- | -- | -- | -- | - | - | - |
| San Quintín                                             | 0 | 0 | 0 | 0 | 0 | 0 | 0 | 0 | 0 | 0  | 0  | 0  | 0  | 0 | 7 | 1 |
| San Luis                                                | 0 | 0 | 0 | 0 | 0 | 0 | 0 | 0 | 0 | 0  | 0  | 0  | 1  | 1 | 6 | 3 |
| G: José Calero (2-0); P: Jon Sintes (2-1); SV: No hubo. |   |   |   |   |   |   |   |   |   |    |    |    |    |   |   |   |
| HR: SLR - J. Vargas (1).                                |   |   |   |   |   |   |   |   |   |    |    |    |    |   |   |   |

- San Quintín lidera la serie 2-1.

##### Juego 4
10 de agosto de 2016; Estadio "Andrés Mena Montijo", San Luis Río Colorado, Sonora.
| San Quintín                                                  | 0 | 0 | 0 | 0 | 2 | 0 | 0 | 1 | 0 | 3  | 8  | 0 |
| San Luis                                                     | 3 | 1 | 0 | 0 | 0 | 6 | 0 | 0 | X | 10 | 14 | 1 |
| G: Jonathan Mata (1-0); P: Yasel Serrano (0-2); SV: No hubo. |   |   |   |   |   |   |   |   |   |    |    |   |
| HR: SLR - D. Linares (1).                                    |   |   |   |   |   |   |   |   |   |    |    |   |

- Serie empatada a 2.

##### Juego 5
11 de agosto de 2016; Estadio "Andrés Mena Montijo", San Luis Río Colorado, Sonora.
| Equipo                                                        | 1 | 2 | 3 | 4 | 5 | 6 | 7 | 8 | 9 | C | H  | E |
| ------------------------------------------------------------- | - | - | - | - | - | - | - | - | - | - | -- | - |
| San Quintín                                                   | 0 | 1 | 0 | 1 | 0 | 0 | 0 | 0 | 3 | 5 | 9  | 1 |
| San Luis                                                      | 2 | 0 | 0 | 0 | 1 | 1 | 3 | 0 | 0 | 7 | 10 | 2 |
| G: Yunior Novoa (4-1); P: Yeiper Castillo (3-2); SV: No hubo. |   |   |   |   |   |   |   |   |   |   |    |   |
| HR: SLR - J. Dunigan (3).                                     |   |   |   |   |   |   |   |   |   |   |    |   |

- San Luis lidera la serie 3-2.

##### Juego 6
13 de agosto de 2016; Estadio "Dr. Miguel Valdez Salazar", San Quintín, Baja California.
| Equipo                                                       | 1 | 2 | 3 | 4 | 5 | 6 | 7 | 8 | 9 | C | H  | E |
| ------------------------------------------------------------ | - | - | - | - | - | - | - | - | - | - | -- | - |
| San Luis                                                     | 0 | 0 | 0 | 0 | 1 | 0 | 0 | 1 | 0 | 2 | 7  | 0 |
| San Quintín                                                  | 0 | 3 | 1 | 2 | 0 | 1 | 0 | 1 | X | 8 | 16 | 0 |
| G: Marlon Arias (3-1); P: Luis Rodríguez (2-2); SV: No hubo. |   |   |   |   |   |   |   |   |   |   |    |   |
| HR: No hubo.                                                 |   |   |   |   |   |   |   |   |   |   |    |   |

- Serie empatada a 3.

##### Juego 7
14 de agosto de 2016; Estadio "Dr. Miguel Valdez Salazar", San Quintín, Baja California.
| Equipo                                                              | 1 | 2 | 3 | 4 | 5 | 6 | 7 | 8 | 9 | C | H  | E |
| ------------------------------------------------------------------- | - | - | - | - | - | - | - | - | - | - | -- | - |
| San Luis                                                            | 1 | 0 | 0 | 3 | 0 | 0 | 0 | 0 | 0 | 4 | 8  | 1 |
| San Quintín                                                         | 2 | 0 | 2 | 0 | 0 | 1 | 0 | 0 | X | 5 | 10 | 1 |
| G: Yeiper Castillo (4-2); P: José Calero (2-1); SV: Jon Sintes (6). |   |   |   |   |   |   |   |   |   |   |    |   |
| HR: No hubo.                                                        |   |   |   |   |   |   |   |   |   |   |    |   |

- San Quintín gana la serie 4-3.[15]

## Líderes
A continuación se muestran los lideratos tanto individuales como colectivos de los diferentes departamentos de bateo y de pitcheo.

### Bateo
| Categoría           | Individual            | Marca | Colectivo               | Marca |
| ------------------- | --------------------- | ----- | ----------------------- | ----- |
| Porcentaje          | Randy Arozarena (TEC) | .377  | Centinelas de Mexicali  | .276  |
| Carreras Producidas | Yordani Linares (SQN) | 47    | Freseros de San Quintín | 352   |
| Home Runs           | Karexón Sánchez (PCO) | 11    | Algodoneros de San Luis | 42    |
| Carreras Anotadas   | Randy Arozarena (TEC) | 66    | Freseros de San Quintín | 407   |
| Hits                | Yordani Linares (SQN) | 102   | Freseros de San Quintín | 713   |
| Dobles              | Yordani Linares (SQN) | 27    | Freseros de San Quintín | 168   |
| Triples             | Yordani Linares (SQN) | 7     | Toritos de Tecate       | 21    |
| Bases Robadas       | Randy Arozarena (TEC) | 42    | Toritos de Tecate       | 83    |

### Pitcheo
| Categoría       | Individual             | Marca | Colectivo                                                                | Marca |
| --------------- | ---------------------- | ----- | ------------------------------------------------------------------------ | ----- |
| Efectividad     | Ramón García (MXL)     | 1.33  | Algodoneros de San Luis                                                  | 3.23  |
| Juegos Ganados  | Yeiper Castillo (SQN)  | 8     | Freseros de San Quintín Marineros de Ensenada Centinelas de Mexicali     | 42    |
| Ponches         | Yeiper Castillo (SQN)  | 105   | Rojos de Caborca                                                         | 640   |
| Juegos Salvados | Dagoberto Vargas (TEC) | 18    | Centinelas de Mexicali Marineros de Ensenada Tiburones de Puerto Peñasco | 22    |
| WHIP            | Ramón García (MXL)     | 0.85  | Centinelas de Mexicali                                                   | 1.37  |